# Meredith Hunter
Meredith Hunter (Alameda megye, Kalifornia, 1951. október 24. – Altamont, Kalifornia, 1969. december 6.) 
Halálával vált híressé: az Altamont zenei fesztiválon szúrták le, a színpad előtt, miközben a Rolling Stones az "Under My Thumb" című számot játszotta. Meghalt, mielőtt a mentő elérte volna vele a kórházat. A gyilkosság elkövetésével a Pokol Angyalainak egyik tagját, a 21 éves Alan Passarót vádolták. (A Pokol Angyalai biztosították a színpad környékét.)
Alan Passaro azonban megúszta a büntetést, mert a szemtanúk szerint Hunter pisztolyt rántott, mielőtt leszúrta volna.

## Altamont
Meredith Hunter egy 18 éves Berkeley-i fiú volt, a barátai "Murdock"-nak hívták, valamint úgy írták le, mint egy feltűnő, kihívó ruhákban járó Afro hajkoronát viselő egyént. Meredith és barátnője Patty Bredahoff, valamint még egy pár Berkeley-ből utaztak az Altamont fesztiválra. A Pokol Angyalai biztosították a Rolling Stones-t a híresztelések szerint 500 dollár értékű sörért cserébe. Az LSD, valamint egyéb amfetamin fajták befolyásának eredményeként verekedések törtek az angyalok a Rolling Stones, valamint a tömeg között. Ezeken felül még a tömegen belül is akadtak konfrontálódások. A zenekar hamar abbahagyta a zenélést és elhagyták a színpadot, mivel megelégelték a kialakult helyzetet. A tömeg megtámadta a Stones-t is, erre az angyalok (mivel ők ügyeltek a biztonságra) védekezésképp elővették a lefűrészelt végű biliárd dákókat, illetve az eltépett motorláncokat is, és azokkal ütlegelték az embereket, hogy próbálják elterelni őket a színpadtól.
Mick Jaggert láthatóan megérintette a kialakult szituáció és próbált kommunikálni az emberekkel: "Csak nyugodjon meg mindenki itt elöl, ne lökdösődjetek". Pár perc múlva, ahogy elkezdték adni a Sympathy for the Devil című számot, egyből verekedés tört ki közvetlenül a színpad lábánál. Egy hosszú szünet után (amit ugye az újabb konfliktus okozott) elkezdték elölről játszani a "Sympathy"-t, ám ezúttal kevesebb incidens történt addig a pontig amíg, vége nem lett a számnak, és rázendített a Stones az Under My Thumb című számra. Ennél a pontnál Meredith dulakodásba keveredett egy angyallal, miközben másik pár rajongóval próbáltak feljutni a színpadra. Ekkor egy bandatag elkapta a fejét, megütötte, majd visszalökte a közönség soraiba.
Meredith dühös léptekkel válaszolván visszasétált a színpadhoz, ahol szerencsére belebotlott a barátnőjébe, ő pedig próbálta megnyugtatni és visszakísérni a többi rajongó közé. Rock Scully (aki tökéletesen látta az egész rajongó tábort egy kamion tetejéről) nyilatkozta, hogy Hunter teljesen be volt drogozva, azt sem tudta, hogy hol van, és biztos volt benne, hogy fizikai sérelmeket akar okozni Mick-nek, vagy valamelyik tagnak a Rolling Stones-ból.
Ebben a pillanatban (bemutatja a jelenetet egy helyszínen felvett videófelvétel) Hunter elővett az édenzöld zakójából egy hosszú csövű revolvert, amit az égnek szegezett, és állítások szerint el is sütött. Ekkor jött a képbe Alan Passaro, az egyik "angyal" egy késsel a jobb kezében. Mikor odaért Hunterhez, a bal kezével lefogta a fegyvert, a jobbal pedig megszúrta Huntert. Ezeket az eseményeket egy héttel az incidens után derítették fel.
A felvétel utolsó perceiben látni lehet, ahogyan szétválik a tömeg, egyedül hagyva Bredahoff-ot a kör közepén. Hunter a képernyő bal oldaláról közelíti meg a barátnőjét és rászegezi a fegyvert. Szerencsére megjelenik ismét Passaro, aki a földre taszítván Hunter-t, még 5 késszúrást ejt a hátán. Későbbi vizsgálatok eredményei kimutatták, hogy nagy adag metamfetamin volt Hunter vérében a halála bekövetkeztekor. A fegyvert bizonyítékként lefoglalta a rendőrség.